# NEW SOUL/RHYTHM NIGHT
「NEW SOUL / RHYTHM NIGHT」（ニュー・ソウル リズムナイト）は、日本のバンド・ノーナ・リーヴスによる12枚目のシングル。2004年6月23日にトライエムより発売された。
ジャケットなど一部では「NEW SOUL * RHYTHM NIGHT」の表記も見られるが、ここでは公式サイトの表記に従う。

## 概要
前作「CHANGIN'」から約11ヶ月ぶりのシングル。自身初の両A面シングルとなった。また、日本コロムビアからトライエムに移籍してから初の作品となった。

## 収録内容
| #         | タイトル                                         | 作詞      | 作曲               | 時間  |
| --------- | ------------------------------------------------ | --------- | ------------------ | ----- |
| 1.        | 「NEW SOUL」                                     | 西寺郷太  | 西寺郷太・奥田健介 | 4:41  |
| 2.        | 「RHYTHM NIGHT」                                 | 西寺郷太  | 西寺郷太・奥田健介 | 4:42  |
| 3.        | 「NARCISSUS (STRIKES BACK!)」                    | 西寺郷太  | 西寺郷太           | 3:35  |
| 4.        | 「THEME FOR "PAPER RUNNER"」(NEW SOUL ORGAN MIX) |           | 西寺郷太・奥田健介 | 3:43  |
| 5.        | 「RHYTHM NIGHT」(INSTRUMENTAL)                   |           | 西寺郷太・奥田健介 | 4:36  |
| 合計時間: | 合計時間:                                        | 合計時間: | 合計時間:          | 21:17 |

### 解説
1. NEW SOUL
  - 小林賢太郎プロデュース公演 「PAPER RUNNER」テーマソング。演劇出演者たちも「Paper Runners」としてバックコーラスを担当した。
  - 後に「THE SPHYNX」として発表されるアルバムに繋がる楽曲制作を進めた第一弾として小林に依頼された「ペーパー・ランナーのテーマ」を作り始めた頃、高速道路上での交通事故でノーナのディレクターが亡くなってしまい、その時期に作っていた本楽曲の歌詞をディレクターに捧げて作られた楽曲[2]。
  - 後にアルバム「THE SPHYNX」にも収録されたが、冒頭にアコースティック・ギターの演奏によるイントロが追加された。また、ベストアルバム「POP'N SOUL 20〜The Very Best of NONA REEVES」収録された際には再ミックスが施された。
2. RHYTHM NIGHT
3. NARCISSUS (STRIKES BACK!)
4. THEME FOR "PAPER RUNNER" -NEW SOUL ORGAN MIX-